# Steve Seymour
Pour les articles homonymes, voir Seymour (patronyme).
Stephen Andrew « Steve » Seymour (né le 4 octobre 1920 à New York et mort le 18 juin 1973) est un athlète américain spécialiste du lancer de javelot. Concourant avec le Los Angeles Athletic Club, il mesurait 1,85 m pour 87 kg.

## Biographie

### Palmarès
| Date | Compétition           | Lieu         | Résultat | Performance |
| ---- | --------------------- | ------------ | -------- | ----------- |
| 1948 | Jeux olympiques d'été | Londres      | 2e       | 67,56 m     |
| 1951 | Jeux panaméricains    | Buenos Aires | 2e       | 67,08 m     |

### Records
| Épreuve           | Performance | Lieu | Date |
| ----------------- | ----------- | ---- | ---- |
| Lancer de javelot | 76,53 m     |      | 1958 |